# チャーリー浜
チャーリー浜（チャーリーはま、本名：西岡 正雄（にしおか まさお）、旧姓：浜野（はまの）。1942年〈昭和17年〉11月7日 - 2021年〈令和3年〉4月18日）は、日本のお笑いタレント、喜劇俳優。大阪府大阪市浪速区出身。
吉本新喜劇の座員として吉本興業に所属していた。

## 来歴
父親は広島県因島の出身で大阪に出て事業を成功させた。実家は大阪日本橋の履物問屋。近畿大学附属高等学校を卒業。
1960年に花登筐が主宰する「笑いの王国」に入り（当初は大村崑のそっくりさんとして売り出された）このころに花紀京に出会い花紀の父横山エンタツの自宅に居候で寝食を共にし芸を磨く。その後、「笑いの王国」の先輩で浜が師事していた花紀とともに、1962年6月に吉本興業に移籍。京都花月の「ポケットミュージカルス」に参加したのちに新喜劇に入団。花紀から厳しく鍛えられた。
吉本新喜劇では「アメリカかぶれのキザなお坊ちゃん」「キザなヤクザ」などの役どころが多く、大阪離れした奇異な言葉遣い（「…じゃあ〜りませんか」など）で印象をつけた後、劇の最後に大阪弁をまくしたててオチをつける、というコントラストで人気を得た。
元は「浜裕二」を名乗っていたが、1989年に事務所が東京へ進出および「新喜劇やめよッカナ?キャンペーン」の際、アメリカのテレビドラマ『チャーリーズ・エンジェル』にちなんで改名。この頃より顔にペンで髭を描いた。「チャーリーズ・エンジェル」映画版の公開時には、「チャーリー浜ズ・エンジェル」として宣伝に参加した。
1990年、1991年には2年連続でNHK紅白歌合戦に応援合戦で出演。
1991年、自身も出演したサントリー「ポケメシ」のテレビCMで、新喜劇で長く使われていたギャグ「…じゃあ〜りませんか」が全国区のブームに。同年の第8回日本新語・流行語大賞（自由国民社）で年間大賞に選出され、同時進行で行われていた吉本興業の東京進出に大きく貢献、初の東京公演や全国ネットでも新喜劇が大きく取り上げられるなど、新喜劇ブームの火付け役となった。これをきっかけに、新喜劇では重鎮ポジションに昇格した。
師匠の花紀や弟弟子にあたる間寛平と同様、南海時代からの熱心なホークスファンとして知られ、南海時代にはなんばグランド花月の近くにあった大阪スタヂアムで開催されていたファン感謝デーへ毎年のように参加していた。また、1999年のダイエーホークス優勝時にはスポーツ新聞にファン代表の一人としてお祝いの言葉を寄稿した。
自宅でハリハリ鍋を食べていた際、酒に酔った浜がトイレへ行こうとして足でガスコンロの栓を外してしまい、そのままガス漏れで一時意識不明となって入院した。復帰後の舞台で、後遺症のため「ごめんください」「ありがとう」「こんにちは」がまともに言えず、自暴自棄で酒を飲み二日酔いで立った翌日の舞台で「ごめんください」を「ごめんくさい」と言い間違えてしまったことが、新ギャグ誕生・ブレイクのきっかけとなった。松本人志は『放送室』の中でこの「ごめんくさい」を好きな一発ギャグとして挙げ、まだ全国区のギャグとして認知される前の気の抜けた言い方がよいと語っている。
横山やすし、オール巨人、中田カウスと並ぶスパルタ吉本芸人として知られ、『アメトーーク!』の企画としておぎやはぎの小木博明が新喜劇の舞台に立った際にも他のメンバーが優しく指導している中で一人厳しく接していたほか、「山田花子をビンタした」「舞台中にセリフの順番を間違えた上ごまかそうとしたアドリブもすべってしまい客の失笑を買った若い芸人に『お客さんや、お客さんを笑わせるんや。お客さんから笑いをもろうてどうするん』『失敗は誰でもある。お客さんはこの1回しか舞台を見れないかもしれない。真剣勝負なんや』」と諭した、などの逸話を持つ。
このため、「他人には厳しいが、自分にはとことん甘い」と他の新喜劇メンバーからは批判されることが多かった。一方ファンサービスには非常に熱心で、街中などで声をかけられるとギャグを披露するなど、プライベート面での評判はよいといわれた。
晩年は新喜劇には1か月に1週から2週ほど出演するが、若手（「金の卵」組）並みに出演時間が短くなっていた。ストーリーの本筋にさほど影響しない役柄（主に村長や町内会長や警察官役）で、持ちギャグを披露して3分ほどで退場することがほとんどであった。2010年以降はNGKでの出演がほとんどなくなり、祇園花月や地方公演に出演するのみであった。これはNGKだと一日のうちに新喜劇の公演が多いときで4回あり、拘束される時間が長いことに対して不満があったためである。以前のような新喜劇での活躍を期待する声が多く、もう少し舞台に積極的に出てはどうか、という批判が少なくなかった。
このような自ら舞台へ溶け込もうとしない姿勢については、積極的に若手と交流する桑原和男と意見が対立しているともいわれ、前出の「他人には厳しいが、自分にはとことん甘い」態度の表れと見なす者もいた。小籔千豊は『オールザッツ漫才2005』においてほぼ名指しに近い形（名前は伏せたが語尾に「じゃあ〜りませんか」を付けていた）の浜批判ネタを行った。
2005年12月20日に大阪のシアターBRAVA!で開かれた「ファン感謝祭」では、小籔進行によるフリートークコーナーで「もう帰っていいですかね」と発言。レイザーラモンHGに対して「お前はものすごいスピードで間違った方向に進んどるわ」と発言した際も、「面白いやん」と肯定する桑原と意見が対立した。ファン感謝祭以降、浜と桑原の共演機会はなくなり、2006年7月の公演で久々に両者が出演した際も、同時に舞台に立つシーンはなかった。
毎年の確定申告は大抵初日に一番乗りで行っており、「あなたどなた? 僕チャーリー」のギャグで職員がコケるシーンや、「確定申告は早めに済ませようじゃあ〜りませんか」と締めくくるシーンが、関西圏のニュースで例年取り上げられていた。
前述のとおり、顔が大村崑に似ていたために、無名時代『頓馬天狗』の殺陣のシーンでは一部代役を行った経験があり、また最終回では、頓馬天狗に間違えられて捕らえられる者の役で、台詞付きで出演をしている。それが縁で後に舞台で「ザ・コンチャンズ」として共演したことがある。浜自身、大村を師匠と呼んで慕っており、その際に大村から受けた「下品なネタはするな」「シモネタはするな」「舞台で弱者を苛めて笑いを取るな」の教えを終始、頑なに守っていた。
最後の仕事は、2020年3月30日よしもと祇園花月で開催された配信イベント「チャーリー浜をもっと知ろう!」であった。
2020年7月に体調を崩す。2021年4月18日、呼吸不全、誤嚥性肺炎のため大阪府 大阪市内の病院で死去。所属先の吉本興業によると、浜は脳梗塞を患って老人ホームに入所し、体調悪化で同年3月から入院したという。78歳没。

## 人物・逸話
- 自分の弟子以外の芸人に「師匠」と呼ばれることを非常に嫌い、呼ばれると「師匠言うな、馬鹿野郎！」などと激怒する。そのため「チャーリー」、「チャーリーさん」と呼ばれている[9]。間寛平からは、「浜兄さん」と呼ばれている。
- 祇園花月の楽屋の片隅に自分のスペースを持っており、そこからドアまでの動線に荷物を置くと室伏広治ばりの大声を張り上げて天井にぶち当たるぐらい投げる。また、楽屋の出入口に大量に並べられている靴で足の踏み場がないときは、靴を蹴散らすとのこと[9]。
- 祇園花月の空き時間は皆出払ってしまうため楽屋に一人でいることが多い[10]。
- 京都の有名な老舗パン屋「志津屋」で、カルネ（フランスパンの間にハムとスライスオニオンを挟んだパン)をいくつか買って、それを新喜劇の後輩達に与えているが、なぜか一部の漫才芸人（ブラックマヨネーズ、千鳥大悟、ダイアンなど）には与えない。すっちー曰く、「自分が本物と認めた芸人しかもらえない」。また、千鳥ノブはカルネを「おい、そこのほら、漫才」と言って渡され、大悟は「お前にはやらん!」と言われもらうことができなかった。しかし、これはボケであり声のボリュームがボケに聞こえないだけであるという[11][12]。
- 競馬が趣味である。シャンプーハットてつじが競馬の予想を当てないことを怒っている[13]。
- 清水けんじによると、楽屋でパンツ姿になりながら「ワシ今日ズボン穿いてきたんかな」と言いながらとうろついていたことがある。
- 4度の離婚経験者で、その後は再婚しておらず独身である。3人目の妻は関西の番組のアシスタントとして共演した経験のあるラジオパーソナリティの西岡幸子で、その際に浜は本名を西岡の姓に改姓している。1991年11月10日に浜の師匠である花紀京夫妻を仲人に挙式を行うものの、1年半で離婚した。
- ゴルフも趣味。

## 主なギャグ
共演者がコケるギャグ
- 「ごめんくさい」「あ、こりゃまたくさい」「あーくさ〜（「セッシボン」「スミチョビレ」「長万部」「シャングリラ」「祇園花月」のときもある。静岡県の営業で、「エスパルス」と言ったときはすべったと藤本敏史が語っている[14]）」→他の人がコケたのを見て「ありゃりゃ?みなさんお若いのに足腰弱いですね〜[15]」
- 「君たちがいて、僕がいる」
- 「君たち元気かい? 頑張ってるかい? そうかいそうかい瀬戸内海」
- 「…じゃあ〜りませんか」
- 「どこ（いずこ）へ〜?」
- 「あなた○○さん? 僕チャーリー」
- 「あのさ、僕さ、どっこいさ」
- 「実はサ、僕サ、ぁホイサッサ♪」
- 「肝心なことを言い忘れたわ」→「…あ、どうもっ♪」

以下のギャグは共演者がコケない場合がほとんど
- 「馬鹿なこと言っちゃ〜、あ、いけないよ」
- 「私、○○（会長・社長他）をなさっております…」
- 「アンドレと申します。おんどれ(ら)は?」
- 「初めての初対面ですな」
- 「何たることをサンタルチーア」
- 「朝夕めっきり冷え込んで参りました今日このごろ、如何お過ごしでございましょうか?」
- 「網走から小走りでっ…」

## 出演

### テレビ
レギュラー番組
- よしもと新喜劇（毎日放送）
- 夕焼けの松ちゃん浜ちゃん（朝日放送）
- 超!よしもと新喜劇（TBS系）
- 超コメディ60!（TBS系）
- 想い出トーク 君たちがいて僕がいて（KBS京都） - メイン司会
- 三枝きよし興奮テレビ（毎日放送） - レギュラー回答者
- よしもと新喜劇NEXT〜小籔千豊には怒られたくない〜（毎日放送） - 「チャーリーと○○工場」
- 森田一義アワー 笑っていいとも!（フジテレビ、1997年2月4日（テレフォンショッキング、ゲスト）、2001年5月10日（Mr.ビジョアル系、コーナーゲスト））

単発番組
- 第41回NHK紅白歌合戦（NHK）
- 第42回NHK紅白歌合戦（NHK）
- あらま!吉本新喜劇じゃあ〜りませんか（フジテレビ系）
- 第29回新春スターかくし芸大会（1992年1月1日、フジテレビ）
- 吉本新喜劇・香港じゃあ〜りませんか（テレビ東京系）
- 浜村淳の人・街・夢（関西テレビ）
- パチンコ･ナニワ極楽会館（テレビ東京系）
- 笑道2（毎日放送）
- ナイトinナイト（朝日放送）
- 素のよしもと（関西テレビ）
- ごきげんライフスタイル よ〜いドン!（関西テレビ）
- オールスター感謝祭'91超豪華!クイズ決定版この秋お待たせ特大号（TBS系）
- 相席食堂（朝日放送テレビ）

### テレビドラマ
- 夫婦漫才（TBS系）
- 連続テレビ小説「やんちゃくれ」（NHK）
- ナニワ金融道5（フジテレビ系）
- 金曜エンタテイメント「京都喰い道楽古本屋ミステリー」(フジテレビ系）
- 金曜エンタテイメント「京都喰い道楽古本屋ミステリー2」（フジテレビ系）
- ホームレス中学生2（フジテレビ系）
- 月曜ドラマスペシャル「税務調査官・窓際太郎の事件簿6」（2001年、TBS) - 平井（大東バネ製造工場社長）役
- 科捜研の女（2000年、テレビ朝日） - 教官役
- 連続テレビ小説「ウェルかめ」（2009年 - 2010年、NHK) - （「アルデナイデェ」）マスター 役[16]

### ラジオ
- よしもとDAウー!
- ポップ対歌謡曲

### CM
- サントリー ポケメシ（1990年）[17]
- 小林製薬 液体サワデー（1991年）[18]
- 東芝 東芝ストアー（1991年）
- 関西電力 吉本電喜劇（1993年）
- サントリー サントリー角瓶
- 金鳥 キンチョウジェット（2000年）
- 日清製粉 お好み焼粉（2000年 - 2001年）[19][20]
- 阪神電鉄 なんばお笑いチケット（2010年 - ） - テレビ等ではなく、阪神電鉄の駅構内（ホーム上など）で、音声のみで流されている。

### その他の出演
- P&G ファブリーズ 千鳥が行く! ルート931の旅。（2017年）

## 作品

### CD
- サラリーマンが最高!（東芝EMI 作曲・プロデュース：東京バナナボーイズ）
- 私は涙の花粉症 C／W 雨の大阪（東芝EMI）

吉本新喜劇オールスターズとして
- エクスタシー
- ドゥドゥ7回裏
- あんたが主役

YSPオールスターズとして
- ECSTACY-OSAKA
- ECSTACY TKREMIX|ECSTACY TK（小室哲哉）REMIX

### ゲーム
- 爆笑 吉本新喜劇 今日はこれぐらいにしといたる!（PCエンジンSUPER CD-ROM2 1994年 ハドソン）
- マカロニほうれん荘インタラクティブ（1995年、東芝EMI / 膝方歳三 役）